# Wait But Why
Wait But Why (WBW) — сайт, основанный Тимом Урбаном (англ. Tim Urban) и Эндрю Финном (англ. Andrew Finn). Сайт охватывает множество тем и построен в формате лонгрид блога.
Содержимое сайта было синдицировано множеством изданий, среди которых The Huffington Post и Lifehacker.
Обычно публикации сайта Wait But Why представляют собой объяснения в подробной форме, касающиеся множества тем, включая искусственный интеллект, космическое пространство, прокрастинация и др. При этом форма подачи такова, что используется текст и грубые иллюстрации. Сайт написан и проиллюстрирован Тимом Урбаном.
В июне 2015 года Илон Маск спросил Тима Урбана о том, мог ли бы он писать о его компаниях и относящихся к ним индустриям. Это привело к появлению серии публикаций из четырёх частей. Тим Урбан брал интервью у Илона Маска несколько раз, и в них обсуждалась важность зелёного транспорта, солнечной энергетики и будущее освоения космоса.
В феврале 2016 года Тим Урбан выступил на конференции TED с темой прокрастинации.
В апреле 2017 года Тим Урбан выпускает большую статью о проекте Илона Маска «Neuralink», целью которого в краткосрочной перспективе является создание нейрокомпьютерного интерфейса для лечения серьёзных заболеваний головного мозга, а в долгосрочной перспективе — усовершенствование людей. В декабре 2017 года проект «Коллекционер будущего | Futurecollector» начал выпускать русскоязычную серию роликов, представляющую собой дополненную экранизацию этой статьи.